# Timothy Goebel
Timothy Richard Goebel, né le 10 décembre 1980 à Evanston dans l'Illinois, est un patineur artistique américain.
Il a notamment remporté une médaille de bronze aux Jeux olympiques d'hiver de 2002.

## Palmarès
Timothy  Goebel est reconnu dans le monde du patinage pour son quadruple salchow  réussi au Grand Final Junior de Lausanne en Suisse, le 7 mars 1998. C'est de là que le titre du roi du Quad lui vient. Il était le premier au monde à faire ce salchow et le premier patineur américain à réussir une telle figure dans une compétition. Les officiels de l'Union internationale du Patinage ont ratifié le salchow au cours du mois après visionnage de la vidéo que les parents de Tiffany Stiegler, une autre patineuse,ont fournie.
En octobre 1999 à Colorado Springs , Goebel récidive en devenant le premier à réussir trois quadruples dans la même épreuve. Dans les figures libres, il se réceptionne après une combinaison de saut au carré, un saut quadruple en boucle piquée en solo.
| Compétition                         | 1995    | 1996    | 1997    | 1998    | 1999    | 2000    | 2001    | 2002    | 2003    | 2004    | 2005    | 2006    |  |  |
| Jeux olympiques d'hiver             |         |         |         |         |         |         |         | 3e      |         |         |         |         |  |  |
| Championnats du monde               |         |         |         |         | 12e     | 11e     | 4e      | 2e      | 2e      |         | 10e     |         |  |  |
| Quatre continents                   |         |         |         |         | 13e     |         |         |         |         |         |         |         |  |  |
| Championnats des États-Unis         |         |         | 6e      | A       | 3e      | 2e      | 1er     | 2e      | 2e      | A       | 2e      | 7e      |  |  |
| Championnats du monde juniors       | 14e     | 7e      | 2e      | A       |         |         |         |         |         |         |         |         |  |  |
|                                     |         |         |         |         |         |         |         |         |         |         |         |         |  |  |
| Grand Prix ISU                      | 1994/95 | 1995/96 | 1996/97 | 1997/98 | 1998/99 | 1999/00 | 2000/01 | 2001/02 | 2002/03 | 2003/04 | 2004/05 | 2005/06 |  |  |
| Finale du Grand Prix                |         |         |         |         |         | 3e      | 5e      | 3e      |         | F       |         |         |  |  |
| Skate America                       |         |         |         |         |         | 2e      | 1er     | 1er     |         |         |         | 6e      |  |  |
| Coupe d'Allemagne                   |         |         |         |         |         |         | 2e      | 2e      |         |         |         |         |  |  |
| Coupe de Chine                      |         |         |         |         |         |         |         |         |         | 1er     |         |         |  |  |
| Trophée de France                   |         |         |         |         |         |         |         |         |         |         | F       | 4e      |  |  |
| Coupe de Russie                     |         |         |         |         | 12e     |         |         |         |         |         |         |         |  |  |
| Trophée NHK                         |         |         |         |         |         | 2e      |         |         |         | 2e      | 2e      |         |  |  |
| Légende : F = Forfait ; A = Abandon |         |         |         |         |         |         |         |         |         |         |         |         |  |  |